# 남수단 인민방위군
남수단 인민방위군(영어: South Sudan People's Defence Forces, SSPDF) 또는 이전의 수단 인민해방군(영어: Sudan People's Liberation Army, SPLA)은 남수단의 군대이다. SPLA는 1983년 수단 정부에 대항하는 게릴라 운동으로 설립되었고 존 가랑이 이끄는 제2차 수단 내전의 주요 참가자였다. 2005년 가랑의 죽음 이후, 살바 키르 마야르디트는 SPLA의 새로운 총사령관으로 임명되었다. 2010년 현재, SPLA는 10,000명에서 14,000명의 군인으로 나뉘어져 있다.
2005년의 포괄적 평화 협정 이후, 파울리노 마팁 니알 장군이 이끄는 남수단 방위군(영어: South Sudan Defence Forces, SSDF)은 키르와 주바 선언으로 알려진 협정을 맺었고, 이 협정은 SPLA라는 기치 아래 두 세력을 통합시켰다.
2011년 남수단의 독립에 따라 키르는 대통령이 되었고 SPLA는 새로운 공화국의 정규군이 되었다. 2017년 5월 구조조정이 있었고 SPLA는 남수단 방위군(SSDF)의 이름을 얻었으며, 2018년 9월에는 남수단 인민방위군으로 또 바뀌었다. 2018년 현재 이 군대는 185,000명의 군인과 알려지지 않은 인원을 남수단 공군에 두고 있는 것으로 추정된다. 2019년 현재 SSPDF는 육군, 공군, 방공군, 대통령 경호원으로 구성되어 있다.

## 역사

### 1983년: 시초
1983년 5월 16일, 105 대대는 보르의 말루알차트 병영에서 수단군에 대항하는 반란을 일으켰고, 나중에 남부 지역과 아요드, 포찰라, 피보르에서도 많은 반란에 영감을 주었다. 이 반란들은 SPLA의 창설로 이어졌다.
수단 인민해방군은 총사령관 존 가랑의 지휘 아래 1983년 같은 해에 창설되었다. 볼은 2순위 사령관으로 임명되었고, 바니는 3순위로 임명되었다. 1983년 6월까지, 반란군의 대다수는 에티오피아로 이동했거나 이동 중이었다. 새롭게 등장한 SPLA를 지원하기로 한 에티오피아 정부의 결정은 에리트레아 반군을 지원한 수단 정부에 대한 복수를 요구하는 수단이었다.
SPLA는 통합되고 세속적인 수단 국가를 위해 투쟁했다. 가랑은 남수단 사람들의 투쟁이 누바족과 푸어족과 같은 북부의 소외된 집단의 투쟁과 동일하다고 말했다. 1985년까지 SPLA는 수단 정부에 대한 공개적인 비난을 특히 수단의 대통령 가파르 니메이리에게 지시했다. 그 후 몇 년 동안 SPLA 선전은 하르툼 정부를 종파적 긴장을 작용하는 가족 문제라고 비난했다. SPLA는 1983년 9월 샤리아 법의 도입을 비난했다.

### 1980년대의 전쟁

2011년까지 수단 인민해방군의 국기

빌팜 마을에서는 1984년에 최초의 본격적인 SPLA 대대가 졸업했다. '빌팜'이라는 이름은 봉기의 진원지로서 앞으로 수년간 SPLA에게 상징적으로 큰 중요성을 지녔다. 빌팜 이후 딤마, 봉가, 파니도에 다른 SPLA 훈련 캠프가 설립되었다.
1980년대 중반, SPLA 무장투쟁은 벤티우 유전과 같은 수단 정부의 개발 계획을 저지했다.
SPLA는 1985년~1986년에 에콰토리아 지방에서 첫 번째 진격을 시작했다. 이 캠페인 동안, SPLA는 다수의 친정부 민병대와 직면했다. SPLA 군대의 시행은 혼란스러웠고, 시민들에 대한 많은 잔혹 행위들이 있었다. SPLA는 (1980년대 초부터 적도에 정착했던) 약 35,000명의 우간다 난민들을 우간다로 몰아냈다.
SPLA는 안야 II와 복잡한 관계를 맺고 있었다. 안야 II 세력이 1984년과 1987년 사이에 안야 II가 에티오피아로 향하는 SPLA 신병들을 공격하면서 SPLA의 확장을 차단했다. 안야 II는 또한 SPLA 지지자들로 믿어지는 민간인들을 공격했다. 안야 II가 독립적인 남수단 국가를 건설하려고 했기 때문에 안야 II와 SPLA 사이의 갈등은 정치적인 차원을 가지고 있었다. SPLA는 안야 II의 지도자들을 이기기 위해 노력했다. 안야 II 사령관 고든 콩 추올은 1987년 말에 SPLA와 동맹을 맺었다. 안야 II의 다른 부문들은 그 후 몇 년 동안 그의 선례를 따랐고, (수단 정부와 동맹을 맺음) 안야 II의 나머지를 주변화했다.
SPLA에 대항한 또 다른 세력은 북부 바르알가잘 지방의 무라할린 민병대였다. SPLA와 무라할린 사이의 전쟁은 1987년에 시작되었다. 1988년까지 SPLA는 북부 바르알가잘 지방의 대부분을 지배했다. 안야 II와 달리, 무라할린은 정치적 야심이 없었다.
1986년 3월, SPLA는 기독교 NGO인 노르웨이 교회 원조의 노르웨이인 구호원을 납치했다. 무어크로프트는 이 시기에 '게릴라들이 점점 더 많은 승리를 거두면서 훈련, 무기, 그리고 규율이 향상되었다'고 썼다. 1987년 11월, 게릴라들은 에티오피아 국경 근처의 작은 마을 쿠르막을 점령했다. 수도에서 450마일 떨어져 있었지만, 인근의 댐은 하르툼의 전기 대부분을 제공했다. 정부는 SPLA의 진격을 저지하는 것에 대해 스스로 매우 긴장하고 있음을 보여주었다.

### 남수단 내전
2013년 12월 15일, 남수단 정부가 쿠데타라고 묘사한 것에서 주바에서 다른 파벌의 군대 사이에 전투가 발생했다. 살바 키르 마야르디트 대통령은 그 시도가 다음날 중단되었지만, 전투가 12월 16일에 재개되었다고 발표했다. 필립 아게르 대령은 일부 군사 시설이 무장한 군인들에 의해 공격을 받았지만 "군대가 주바를 완전히 통제하고 있다"고 말했다. 그는 조사가 진행 중이라고 덧붙였다.

## 구조 및 장비
SPLA는 COGS에 의해 지휘되었다. 부참모장(물류) 제임스 하스 마이는 2009년 5월 오예이 뎅 아자크를 대신하여 총참모장이 되었다. 제임스 하스 마이는 2014년에 COGS로서 폴 말롱 아완에 의해 대체되었다.
SSPDF로의 개편 이후, 말롱은 제임스 아종오 마웃(2017년 5월~2018년 4월)으로 대체되었고, 현재는 "국방군 총사령관"으로 불린다.  2018년 4월 28일, 제임스 아종오 마웃 총참모장이 짧은 투병으로 이집트 카이로에서 사망했다. 그는 2018년 5월 4일 가브리엘 조크 리아크 장군으로 대체되었다.
2020년 5월 11일 키르 대통령은 리아크를 해임하고 존슨 주마 오콧 장군을 국방군 참모총장으로 임명했다. 2021년 4월 11일, 오콧은 산티노 뎅 월로 대체되어 국방군 참모총장이 되었다.

## 같이 보기
- 수단 인민해방군